# Trichoplusia lampra
Trichoplusia lampra là một loài bướm đêm trong họ Noctuidae.